# 花文字

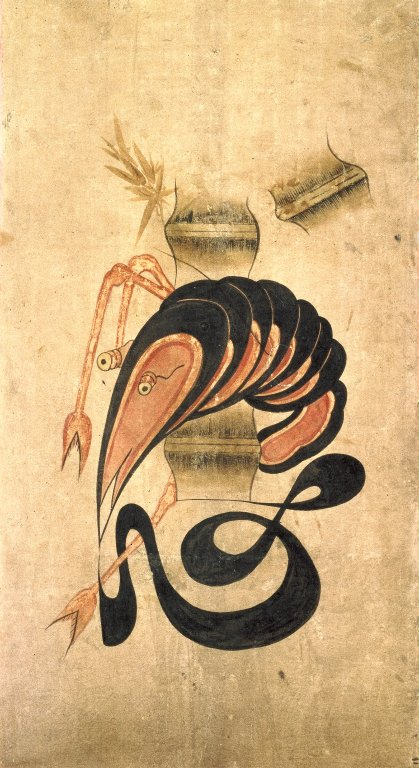
19世紀後半に朝鮮で制作された「忠」の花文字。朝鮮では「文字図」（문자도/ムンジャド）と呼ばれる。

花文字（はなもじ）は、中国由来の伝統芸術・漢字の書体の一種。漢字の筆画を花、鳥、魚、虫、草、山、水などの縁起の良い文様に置き換え、基本的な漢字字形に従って、絵画と書道を統合して形成した書体である。

## 歴史
東周の鳥蟲書から発展し、漢代に始まり、明と清の時代に栄え、今日まで受け継がれている。

## 用途

### 現代日本において
花文字は、お祝いや贈り物、自分への御守りとして利用される。縁起の良い意味合いから、結婚式の名刺やウェルカムカードにも使われている。